# 見失った羊のたとえ

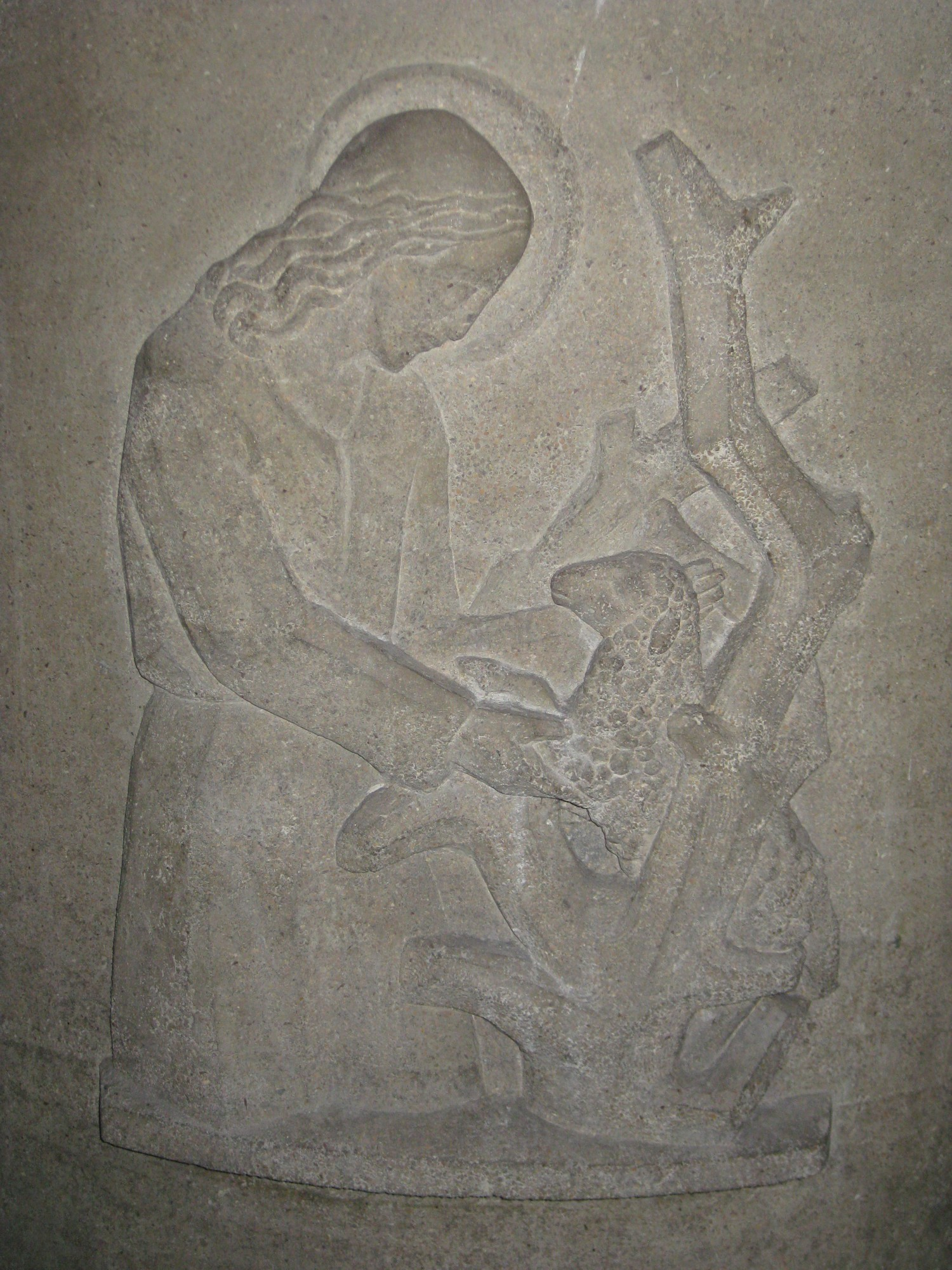
見失った羊 Adolf Wagner von der Mühl

見失った羊のたとえ（みうしなったひつじのたとえ、英語: Parable of the Lost Sheep）は新約聖書ルカの福音書（15:1-7）とマタイの福音書（18:12-14）に登場する、イエス・キリストが語った神のあわれみ深さに関するたとえである。
ルカ福音書の第15章の「銀貨を無くした女のたとえ」、「放蕩息子のたとえ話」を含む三つのたとえは「神の憐れみの三つのたとえ」とも言われている。

## 内容

### 概要
百匹の羊をかっている羊飼いはキリストを表し、見失った一匹の羊は罪人をたとえている。九十九匹を野原に残すという危険を冒してでも良い羊飼いは見失った一匹の羊を探し出そうとする。イエスは羊飼いにとっての見失った羊、すなわち神にとっての罪人たちの償還はそれ程大切なのだと説いている。
このたとえは、イエスが徴税人や罪人を招き食事をしていることをファリサイ派の人たちが咎めたことに対する、イエスの反論から始まっている。マタイの福音書 （18:10）ではイエスは弟子たちに向かって、「これらの小さな者が一人でも滅びることは、あなたがたの天の父の御心ではない。」と厳しく諭している。